# Den som vakar i mörkret
Den som vakar i mörkret är en kriminalroman av Helene Tursten från 2010, som handlar om polisinspektör Irene Huss. Två kroppar hittas döda på en kyrkogård och Irenes familj hotas till döden.